# Cucina pakistana
La cucina pakistana è l'espressione dell'arte culinaria sviluppata in Pakistan. La cucina nel nord del paese non usa cibi speziati, mentre è maggiore la tradizione legata al pane. Dopo ogni pasto si sorseggia il Qehwa o kehwa, di solito servito in piccoli bicchieri, che ha il sapore di tè al gelsomino. Il kehwa è popolare soprattutto a Peshawar, capitale della provincia del Khyber Pakhtunkhwa, e per questa ragione è anche noto anche come Peshawari Chai (Tè di Peshawar).
La cucine del sud, soprattutto nelle province del Sindh e del Punjab, sono molto speziate. Molti piatti tra i più apprezzati includono biryani (riso speziato con carne o pesce), korma e pilaf (simile al Biryani ma meno speziato e preparato diversamente).
Nei centri urbani del paese, dove maggiore è l'occasione di incontro tra le culture, stanno emergendo nuovi piatti che combinano le tradizioni culinarie locali con influenze e ingredienti provenienti dal resto del mondo. Le cucine locali ed internazionali, inoltre, non solo stanno acquistando notorietà ma cominciano ad entrare a far parte degli usi della gente. Ad esempio, molti locali Pakwan (locali dove è possibile acquistare piatti pronti) stanno inventando nuovi stili offrendo piatti presi da diverse cucine internazionali.
Sebbene la generazione che migrò con la creazione del Pakistan abbia portato con sé lo stile culinario delle diverse regioni dell'India, i giovani sono oggi molto attratti da fast food o da reinterpretazioni di piatti tipici che consentano di accorciare i tempi di preparazione. 
In tal senso la città di Karachi fu la prima che cominciò a produrre dei masala già pronti da aggiungere alle preparazioni. La città diede origine a diverse marche di questi mix di spezie tipici per la cucina indiana. Oggi molte di queste sono conosciute e apprezzate in diverse parti del mondo.
La cucina più diffusa in tutte le aree del Pakistan è quella mughlai, fondamentalmente composta da preparazioni al barbecue con varietà di spezie, comprende piatti popolari anche all'estero come il pollo tikka, i kebab e i chops.

## Varietà di pane

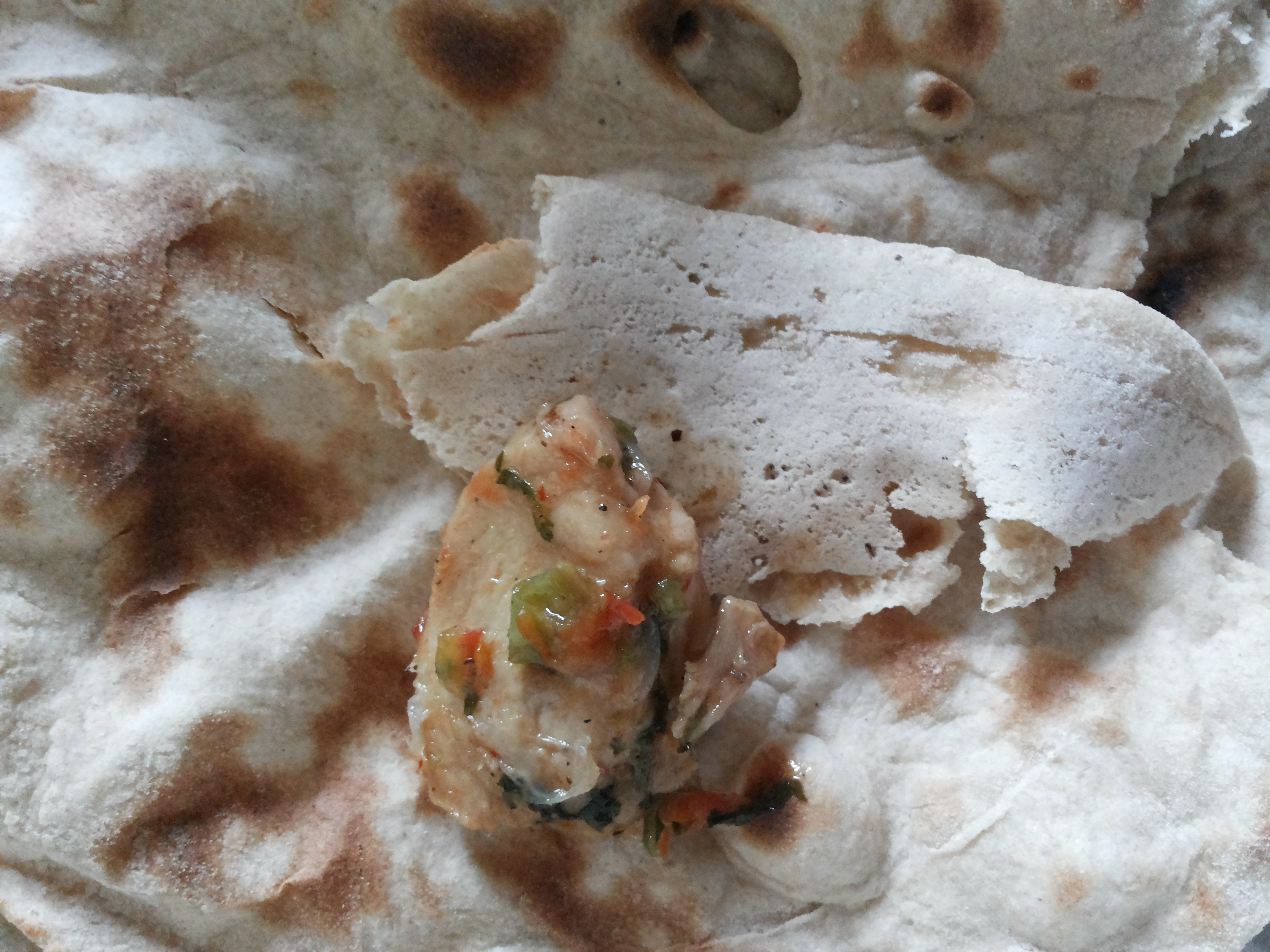
Una Punjabi Roti con una bistecca di carne di pollo

Nella dieta quotidiana di molti pakistani c'è un pane piatto e rotondo (roti) ed il Basmati è il tipo di riso più utilizzato. In generale si possono reperire diversi tipi di pane, spesso cotto in tradizionali forni in pietra detti tandoor.
- Chapati - il più diffuso pane casalingo fatto con farina integrale di grano. È sottile e non lievitato.
- Naan - diversamente dal chapati, è molto più spesso, lievitato e fatto con farina bianca. A volte si aggiungono semi di sesamo sulla crosta.
- Roghni naan - Naan con semi di sesamo e unti con un po' di olio.

## Piatti principali
Tra i piatti più popolari ci sono il biryani, il pullao, il nihari, il haleem, il pollo karahi, il pollo tikka, il kofta, il montone e il pollo korma, lo Shab Degh, il Mutton Handi e il chakna. Il sajji è un piatto Baluchi (del Pakistan Occidentale) composto da carni di agnello farcite con riso, divenuto popolare in tutto il paese.

## Kebab
Il più evidente influsso del medio oriente nella cucina pakistana è certamente il kebob o kebab. Il kebab del Balochistan e del Khyber Pakhtunkhwa assomiglia molto al barbecue afgano ed usa solo sale e coriandolo. Lahore è famosa per i suoi kebobs che sono speziati e spesso marinati in un miscuglio di spezie, succo di limone e yogurt.

## Dessert
Dessert popolari includono il kulfi, il falooda, il kheer ed il rasmalai. La tradizione pakistana annovera anche una lunga lista di dolci, tra i quali il gulab jamun, il barfi, il qalaqand e vari tipi di halva.

## Bevande
Oltre al tè, la più popolare bevanda pakistana, si annoverano anche altre bevande analcoliche:
- Lassi - latte con yogurt al gusto o dolce o salato
- Rooh Afza - uno sciroppo tradizionale sciolto in acqua o latte, consumato in modo particolare durante il Ramadan
- Gola Ganda - ghiaccio tritato a diversi gusti

## Libri
- Anna Mahjar Barducci, «Pakistan Express. Vivere (e cucinare) all'ombra dei talebani», (Lindau, 2011)